# Lisimaquia
Lisimaquia o Lisimaquea (griego: Λυσιμαχία o Λυσιμάχεια) fue una importante ciudad helenística en la Turquía europea en el extremo noroeste del Quersoneso tracio (la moderna península de Galípoli), cerca de la bahía de Melas (el moderno golfo de Saros). 
Fue fundada en el 309 a. C. por Lisímaco mientras se preparaba para el siguiente enfrentamiento contra sus enemigos. La nueva ciudad, situada en el medio del istmo, vigilaba el camino desde Sesto hacia el Norte y Tracia. Para obtener habitantes para su nueva ciudad, Lisímaco destruyó la cercana ciudad de Cardia, el lugar de nacimiento del historiador Jerónimo. Lisímaco no dudó en hacer de Lisimaquia la capital de su reino, llegando a tener gran esplendor y prosperidad. 
Tras la muerte de Lisímaco la ciudad cayó en dominio del Imperio seléucida, y durante las guerras entre Seleuco II Calinico y Ptolomeo III Evergetes esta pasó a manos ptolemaicas. Después estos dejaron libre la ciudad, o ésta se independizó y entabló una alianza política con la Liga Etolia. 
En 277 a. C., cerca de Lisimaquia, el rey macedonio Antígono II Gónatas derrotó una invasión celta. El mismo año un terremoto destruyó la ciudad. 
A fines del siglo III a. C. fue una de las ciudades tomadas por Filipo V de Macedonia, al igual que Cío y Calcedón, aunque se firmó un tratado de paz que parece haber resultado favorable para la ciudad.
Los etolios fueron incapaces de proteger la ciudad y fue destruida en 197 a. C. por los tracios durante la guerra entre la República romana y Filipo V de Macedonia. Antíoco III Megas reconstruyó la ciudad, con los habitantes dispersos, esclavos y colonos de todas partes con generosas promesas. Esta reconstrucción, sin embargo, parece que fue un fracaso, y durante el dominio romano Lisimaquia decayó cada vez más. La última vez que aparece la ciudad con su antiguo nombre es en un pasaje de Amiano Marcelino.
El emperador Justiniano reconstruyó la ciudad y la rodeó de formidables fortificaciones, y tras esto fue llamada con el nombre de Hexamilion. En la actualidad, el lugar que ocupaba la antigua Lisimaquia, Eksemil, deriva del nombre de la fortaleza de Justiniano, sin embargo, la mayoría de sus ruinas están en la vecina aldea de Ortakoy, Çanakkale.